# Domenico Adamini
Domenico Adamini, auch Dementi Fomitsch Adamini, (russisch Доменико Адамини или Дементий Фомич Адамини; * 17. Oktober 1792 in Agra-Bigogno, Kanton Tessin; † 1. September 1860) war ein Schweizer Architekt und Bauingenieur in Russland.

## Leben
Adaminis Großvater Leone Adamini, Vater Tommaso Adamini (Foma Leontjewitsch Adamini), älterer Bruder Leone Adamini (Lew Fomitsch Adamini) und Vetter Antonio Adamini (Anton Ustinowitsch Adamini) waren Architekten in Russland.
Adamini kam mit seinem Vater und seinem älteren Bruder 1796 nach St. Petersburg und lernte als Assistent seines Vaters. 1818 trat er in den Dienst des Kaiserlichen Kabinetts als Meister für Steinangelegenheiten. 1819 arbeitete er mit Vater und Bruder am Bau des Michailowski-Palasts für Großfürst Michael Pawlowitsch mit. 1820 wurde er Assistent Carlo Rossis beim Bau des Generalstabsgebäudes am Palastplatz. Es folgte 1823 der Umbau des kaiserlichen Jelagin-Sommerpalasts auf der Jelagin-Insel.
1823 wurde Adamini Assistent Auguste de Montferrands beim Bau der Isaakskathedrale. Er führte wichtige Arbeiten für Monferrand aus, wurde aber entlassen, so dass er zu Rossi zurückkehrte.
1827 kehrte Adamini in seine Heimat zurück und heiratete Paolina Somazzi, Cousine des Schweizer Ingenieurs Angelo Somazzi. Er arbeitete dann als Bauingenieur hauptsächlich in Italien und Österreich.

## Ehrungen
- Russischer Orden der Heiligen Anna III. Klasse

## Werke

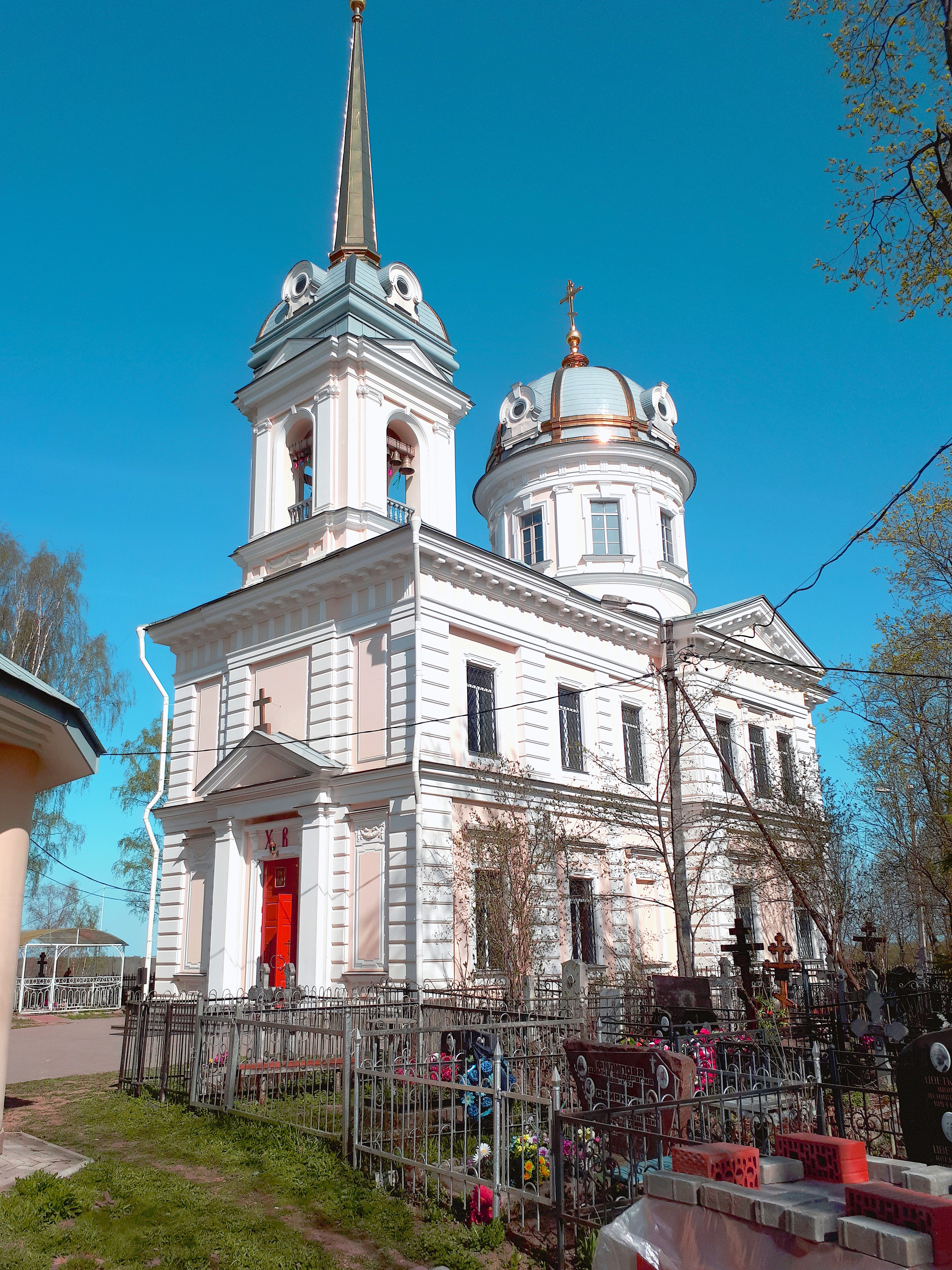
Katharina- und Mariä-Geburt-Kirche (Umbau 1822–1824, 1829 mit Bruder Leone Adamini), Pawlowsk
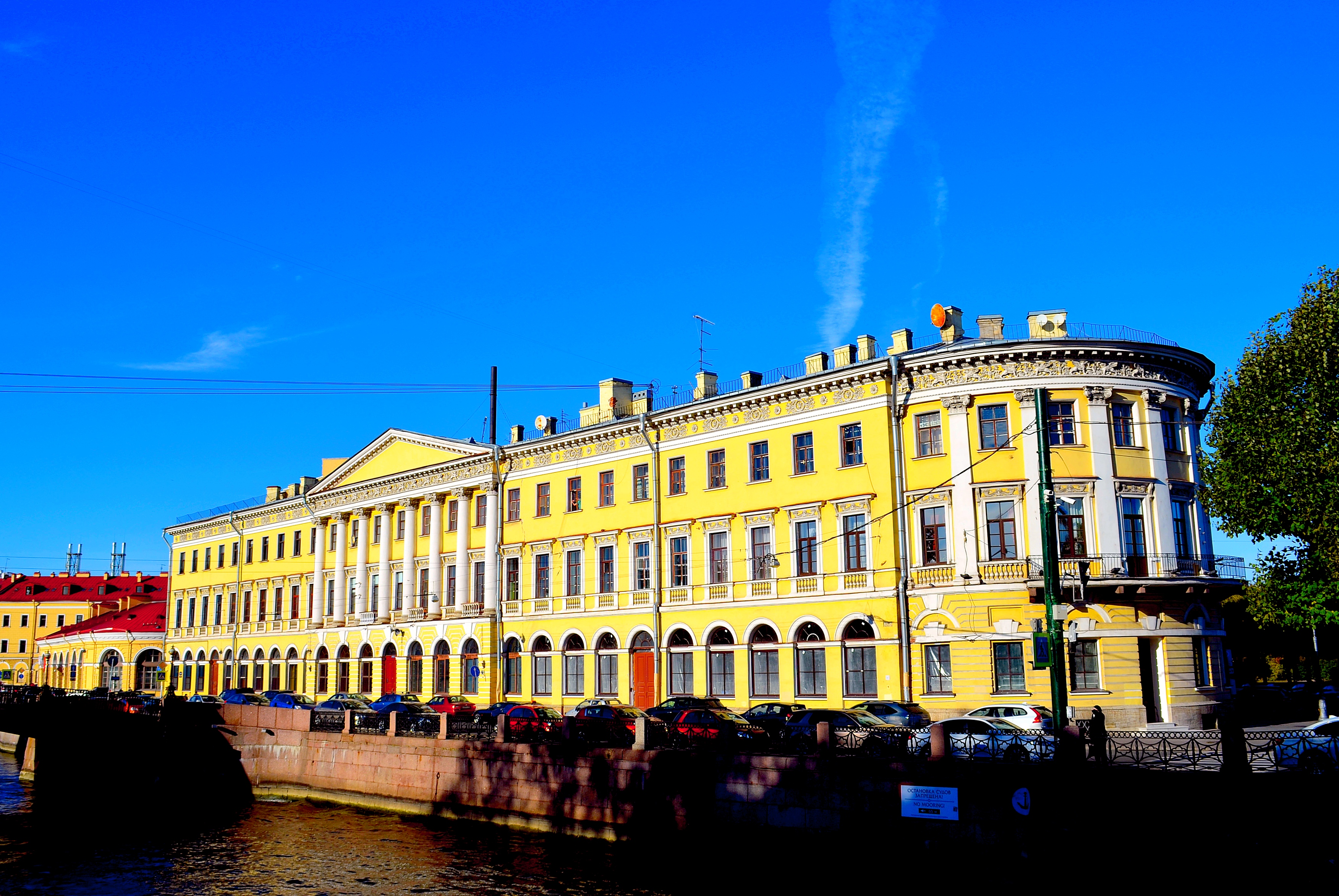
Wohnhaus des Kaufmanns Antonow (1823–1827, bekannt als Adamini-Haus, Wohnung Paul Schillings, Wera Panowas), Ecke Marsfeld/Nabereschnaja Moiki, St. Petersburg
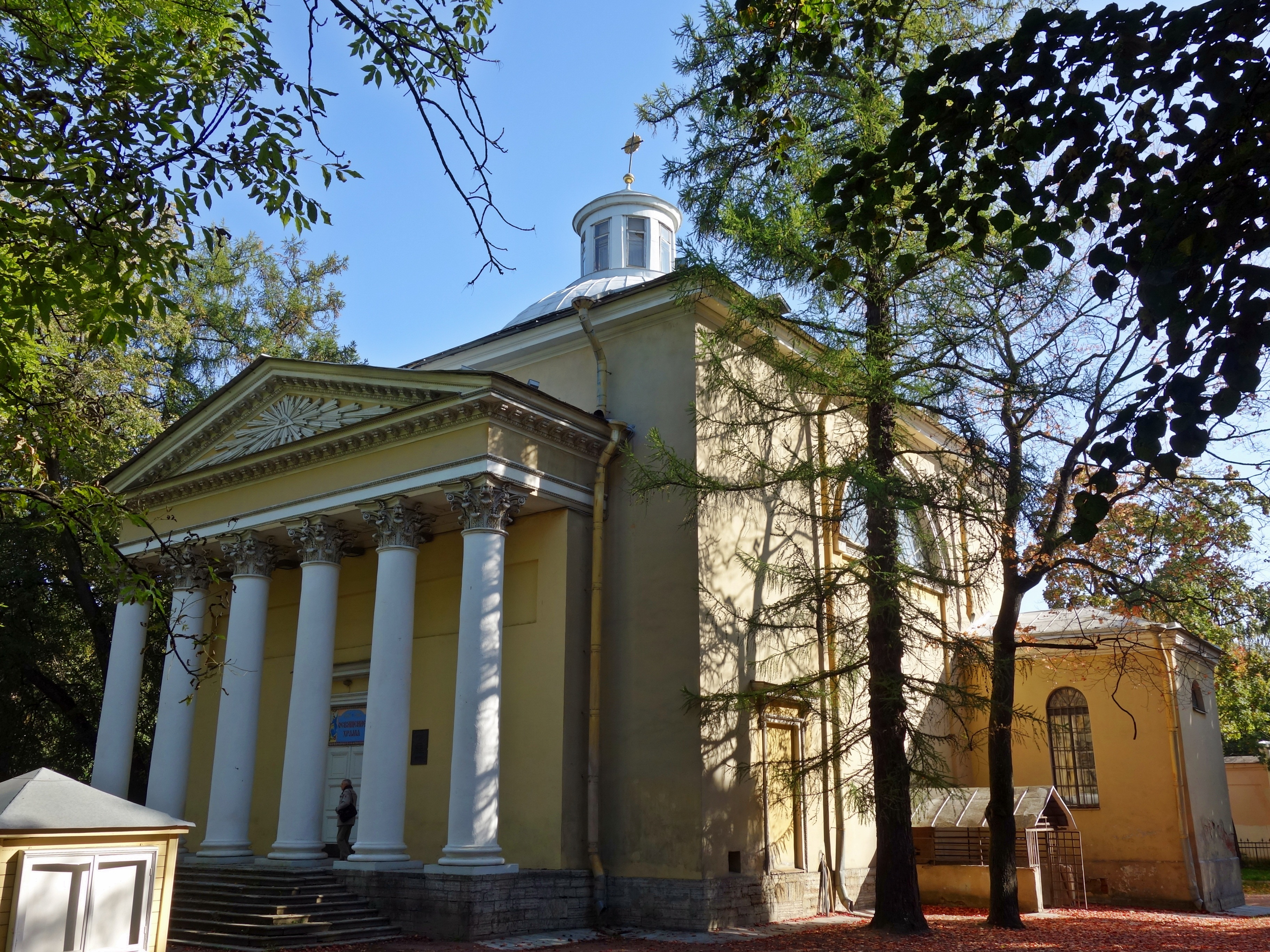
Römisch-Katholische Johannes-der-Täufer-Kirche (1825–1826 mit Bruder Leone Adamini), Zarskoje Selo